# Ефимов, Виталий Николаевич
Вита́лий Н. Ефи́мов — российский и американский физик-теоретик.

## Биография
В 1960 окончил Ленинградский электротехнический институт им. В. И. Ульянова (Ленина). В 1961 году принят в лабораторию Л. А. Слива в группу М. Я. Амусья, который стал его научным руководителем. В 1966 г. защитил кандидатскую диссертацию, а в 1974 году — докторскую. Будучи сотрудником физико-технического института имени А. Ф. Иоффе РАН в Ленинграде, в работе 1970 года «Energy levels arising from resonant two-body forces in a three-body system» предположил существование неизвестных ранее экзотических состояний вещества, называемых теперь состояниями Ефимова. В 2006 было объявлено, что существование таких состояний вещества подтвердилось.
С 1989 года работает в США; в настоящее время — аффилированный профессор физики в Вашингтонском университете.